# Conan O'Brien
Conan Christopher O'Brien (* 18. dubna 1963) je americký televizní moderátor, komik, scenárista, producent a herec. Je známý z moderování nočních talkshow, nejznámější z nich, Conan, se vysílá na americké kabelové televizi TBS od roku 2010. Narodil se v Brookline v Massachusetts a byl vychován v irské katolické rodině. Vystudoval Harvardovu univerzitu a během studia působil v komediální skupině Harvard Lampoon a byl scenáristou pro komediální seriál Not Necessarily the News.
Poté, co psal pro několik komediálních pořadů v Los Angeles, přidal se ke scenáristům pořadu Saturday Night Live. Po dvě série byl scenáristou a producentem seriálu Simpsonovi, než ho najala NBC, aby převzal místo po Davidu Lettermanovi, jako moderátorovi talk show Late Night v roce 1993. Byl neznámý široké veřejnosti a jeho pořad se zpočátku setkával s nepříznivými recenzemi, ale v průběhu času se zlepšil a při jeho odchodu v roce 2009 byl vysoce oceňován. Poté se přestěhoval z New Yorku do Los Angeles, aby moderoval svou vlastní verzi The Tonight Show po sedm měsíců, než vedení televize v roce 2010 vyvolalo změnu moderátora.
Je známý pro svůj spontánní styl moderování, který byl charakterizován jako „trapný, sebepodceňující humor". Od roku 2010 má svůj vlastní pořad s názvem Conan a také moderoval mnoho událostí, například udílení cen Emmy nebo televizní speciál Vánoce ve Washingtonu. Byl předmětem dokumentu Conan O'Brien Can't Stop (2011) a vyrazil na komediální turné, ve kterém navštívil třicet dva amerických měst.

## Filmografie

### Film
| Rok  | Název                                  | Role                   | Poznámky             |
| ---- | -------------------------------------- | ---------------------- | -------------------- |
| 1996 | Favorite Deadly Sins                   | Sám sebe               | Televizní film       |
| 1998 | Tomorrow Night                         | Sám sebe               |                      |
| 2001 | Tak nevyhrožuj                         | Sám sebe               | Neuveden v titulcích |
| 2001 | Vanilkové nebe                         | Sám sebe               |                      |
| 2001 | Storytelling                           | Sám sebe               | Cameo                |
| 2003 | End of the Century                     | Sám sebe               | Dokumentární         |
| 2005 | Moje krásná čarodějka                  | Sám sebe               |                      |
| 2006 | Queer Duck: The Movie                  | Sám sebe (hlas)        |                      |
| 2006 | Pittsburgh                             | Sám sebe               |                      |
| 2008 | Velký Buck Howard                      | Sám sebe               |                      |
| 2011 | Conan O'Brien Can't Stop               | Sám sebe               | Dokumentární         |
| 2013 | Batman: Návrat Temného rytíře, část 2. | David Endocrine (hlas) |                      |
| 2013 | Podfukáři                              | Sám sebe               |                      |
| 2013 | Bez minulosti                          | Sám sebe               | Televizní film       |
| 2013 | Walter Mitty a jeho tajný život        | Sám sebe               |                      |
| 2014 | Sharktopus vs. Pteracuda               | Sám sebe               | Televizní film       |

### Televize
| Rok       | Název                               | Role                 | Poznámky                                          |
| --------- | ----------------------------------- | -------------------- | ------------------------------------------------- |
| 1988–1991 | Saturday Night Live                 | Různé role           | 21 epizod                                         |
| 1993–2009 | Late Night with Conan O'Brien       | Sám sebe (moderátor) | 2 277 epizod; také výkonný producent a scenárista |
| 1994      | Simpsonovi                          | Sám sebe (hlas)      | Epizoda: „Bart na vrcholu slávy“                  |
| 1995      | Mr. Show with Bob and David         | Sám sebe             | Episode: „The Cry of a Hungry Baby"               |
| 1996      | The Single Guy                      | Cameron Duncan       | Epizoda: „Rival"                                  |
| 1996      | Arli$$                              | Sám sebe             | Epizoda: „Colors of the Rainbow"                  |
| 1998      | Veroničiny svůdnosti                | Sám sebe             | Epizoda: „Veronica's Night Alone"                 |
| 1998      | Všichni starostovi muži             | Ošetřovatel zvířat   | Epizoda: „Dead Dog Talking"                       |
| 1999      | Space Ghost Coast to Coast          | Sám sebe             | Epizoda: „Fire Ant"                               |
| 1999      | Futurama                            | Sám sebe (hlas)      | Epizoda: „Xmas Story"                             |
| 1997–2002 | Dr. Katz, profesionální terapeut    | Sám sebe (hlas)      | 2 epizody                                         |
| 2000–2011 | Sezame, otevři se                   | Sám sebe             | 3 epizody                                         |
| 2001      | Saturday Night Live                 | Sám sebe (moderátor) | Epizoda: „Conan O'Brien/Don Henley"               |
| 2002      | The Osbournes                       | Sám sebe             | Epizoda: „The Osbournes"                          |
| 2002      | NBC 75th Anniversary Special        | Sám sebe             | Televizní speciál                                 |
| 2002      | 54. ročník udílení cen Emmy         | Sám sebe (moderátor) | Televizní speciál                                 |
| 2003      | Comedy Central Roast of Denis Leary | Sám sebe             | TV speciál                                        |
| 2003      | 55. ročník udílení cen Emmy         | Sám sebe (moderátor) | TV speciál                                        |
| 2003      | Andy Richter Controls the Universe  | Freddy Pickering     | Epizoda: „Crazy in Rio"                           |
| 2004      | Malí Nezbedové                      | Santa Claus (hlas)   | Epizoda: „The Action Elves Save Christmas Eve"    |
| 2005–2008 | Robot Chicken                       | Různé hlasy          | 2 epizody                                         |
| 2006      | O'Grady                             | Chip (hlas)          | Epizoda: „Frenched"                               |
| 2006      | Kancl                               | Sám sebe             | Epizoda: „Valentine's Day"                        |
| 2006      | 58. ročník udílení Emmy             | Sám sebe (moderátor) | TV speciál                                        |
| 2006–2013 | Studio 30 Rock                      | Sám sebe             | 2 epizody                                         |
| 2007      | Robot Chicken: Star Wars            | Zuckuss (hlas)       | TV speciál                                        |
| 2008      | Robot Chicken: Star Wars Episode II | Zuckuss (hlas)       | TV speciál                                        |
| 2009–2010 | The Tonight Show with Conan O'Brien | Sám sebe (moderátor) | 145 epizod; také výkonný producent a scenárista   |
| 2010—     | Conan                               | Sám sebe (moderátor) | Také tvůrce, výkonný producent a scenárista       |
| 2011      | Terapie online                      | Sám sebe             | 3 epizody                                         |
| 2011      | Christmas in Washington             | Sám sebe (moderátor) | Televizní speciál                                 |
| 2012      | Eagleheart                          | Sám sebe             | Epizoda: „Honor Thy Marshal"                      |
| 2012      | Jak jsem poznal vaši matku          | Majitel baru         | Epizoda: „No Pressure"                            |
| 2012      | Christmas in Washington             | Sám sebe (moderátor) | Televizní vánoční speciál                         |
| 2013      | White House Correspondents' Dinner  | Sám sebe (moderátor) | Televizní speciál                                 |
| 2013      | Arrested Development                | Sám sebe             | Epizoda: „The B. Team"                            |
| 2013      | Deon Cole's Black Box               | Sám sebe             | Epizoda „Deon Tries to Reach Out to White People" |
| 2013      | Nashville                           | Sám sebe             | Epizoda: „Never No More"                          |
| 2013      | It's Always Sunny in Philadelphia   | Sám sebe (hlas)      | Epizoda: „The Gang Broke Dee"                     |
| 2013      | Real Husbands of Hollywood          | Sám sebe             | Epizoda: „Rock, Paper, Stealers"                  |
| 2013      | Brody Stevens: Enjoy It!            | Sám sebe             | Epizoda: „Conan!"                                 |
| 2013      | Griffinovi                          | Sám sebe (hlas)      | Epizoda: „Into Harmony's Way"                     |
| 2014      | MTV Movie Awards 2014               | Sám sebe - moderátor | TV special                                        |
| 2014      | Návrat na výsluní                   | Sám sebe             | Episode: „Valerie Gets What She Wants"            |
| 2015      | Suterén                             | Sám sebe             | Epizoda: „The Mansfield Who Came to Dinner"       |

### Videohry
| Rok  | Název                        | Hlas        |
| ---- | ---------------------------- | ----------- |
| 2012 | Halo 4                       | První voják |
| 2014 | Lego Batman 3: Beyond Gotham | Sám sebe    |
| 2019 | Death Stranding              | Sám sebe    |

### Videoklipy
| Year | Název              | Umělec            |
| ---- | ------------------ | ----------------- |
| 2005 | „The Denial Twist“ | The White Stripes |

### Jako výkonný producent
| Rok       | Název                     | Poznámky               |
| --------- | ------------------------- | ---------------------- |
| 1991–1993 | Simpsonovi                | 52 epizod              |
| 2007      | Andy Barker, P.I.         | 6 epizod; také tvůrcem |
| 2011—     | Eagleheart                |                        |
| 2013      | Deon Cole's Black Box     | 6 epizod               |
| 2013–2014 | Super Fun Night           | 17 epizod              |
| 2013–2014 | The Pete Holmes Show      | 80 epizod              |
| 2015—     | The Jack and Triumph Show |                        |

### Jako scenárista
| Rok       | Název                    | Poznámky              |
| --------- | ------------------------ | --------------------- |
| 1983–1987 | Not Necessarily the News | 13 epizod             |
| 1987–1991 | Saturday Night Live      | 73 epizod             |
| 1992–1993 | Simpsonovi               | 4 epizody             |
| 2007      | Andy Barker, P.I.        | 6 epizod; také tvůrce |

## Ocenění a nominace
| Rok  | Název ocenění                        | Práce                               | Kategorie                                                                            | Výsledek  |
| ---- | ------------------------------------ | ----------------------------------- | ------------------------------------------------------------------------------------ | --------- |
| 1989 | Cena Emmy                            | Saturday Night Live                 | Individuální úspěch v oblasti psaní pro zábavný nebo hudební pořad                   | Vyhrál    |
| 1990 | Ceny Emmy                            | Saturday Night Live                 | Individuální úspěch v oblasti psaní pro zábavný nebo hudební pořad                   | Nominován |
| 1991 | Ceny Emmy                            | Saturday Night Live                 | Individuální úspěch v oblasti psaní pro zábavný nebo hudební pořad                   | Nominován |
| 1996 | Ceny Emmy                            | Late Night with Conan O'Brien       | Individuální úspěch v oblasti psaní pro zábavný nebo hudební pořad                   | Nominován |
| 1997 | Ceny Emmy                            | Late Night with Conan O'Brien       | Individuální úspěch v oblasti psaní pro zábavný nebo hudební pořad                   | Nominován |
| 1997 | Cena Sdružení amerických scenáristů  | Late Night with Conan O'Brien       | Komediální nebo zábavný pořad                                                        | Vyhrál    |
| 1998 | Ceny Emmy                            | Late Night with Conan O'Brien       | Individuální úspěch v oblasti psaní pro zábavný nebo hudební pořad                   | Nominován |
| 1999 | Ceny Emmy                            | Late Night with Conan O'Brien       | Individuální úspěch v oblasti psaní pro zábavný nebo hudební pořad                   | Nominován |
| 1999 | Cena Sdružení amerických scenáristů  | Late Night with Conan O'Brien       | Komediální nebo zábavný pořad                                                        | Nominován |
| 2000 | Ceny Emmy                            | Late Night with Conan O'Brien       | Individuální úspěch v oblasti psaní pro zábavný nebo hudební pořad                   | Nominován |
| 2000 | Cena Sdružení amerických scenáristů  | Late Night with Conan O'Brien       | Komediální nebo zábavný pořad                                                        | Vyhrál    |
| 2001 | Ceny Emmy                            | Late Night with Conan O'Brien       | Individuální úspěch v oblasti psaní pro zábavný nebo hudební pořad                   | Nominován |
| 2001 | Cena Sdružení amerických scenáristů  | Late Night with Conan O'Brien       | Komediální nebo zábavný pořad                                                        | Nominován |
| 2002 | Ceny Emmy                            | Late Night with Conan O'Brien       | Individuální úspěch v oblasti psaní pro zábavný nebo hudební pořad                   | Nominován |
| 2002 | Cena Sdružení amerických scenáristů  | Late Night with Conan O'Brien       | Komediální nebo zábavný pořad                                                        | Vyhrál    |
| 2003 | Ceny Emmy                            | Late Night with Conan O'Brien       | Individuální úspěch v oblasti psaní pro zábavný nebo hudební pořad                   | Nominován |
| 2003 | Cena Sdružení amerických scenáristů  | Late Night with Conan O'Brien       | Komediální nebo zábavný pořad                                                        | Vyhrál    |
| 2004 | Ceny Emmy                            | Late Night with Conan O'Brien       | Individuální úspěch v oblasti psaní pro zábavný nebo hudební pořad                   | Nominován |
| 2004 | Cena Sdružení amerických scenáristů  | Late Night with Conan O'Brien       | Komediální nebo zábavný pořad                                                        | Nominován |
| 2005 | Ceny Emmy                            | Late Night with Conan O'Brien       | Individuální úspěch v oblasti psaní pro zábavný nebo hudební pořad                   | Nominován |
| 2005 | People's Choice Award                | Late Night with Conan O'Brien       | Oblíbený moderátor večerní talkshow                                                  | Nominován |
| 2005 | Telvis Award                         | Pro barevný spot roku               | Special Telvis                                                                       | Vyhrál    |
| 2005 | Cena Sdružení amerických scenáristů  | Late Night with Conan O'Brien       | Komediální nebo zábavný pořad                                                        | Vyhrál    |
| 2006 | Ceny Emmy                            | Late Night with Conan O'Brien       | Individuální úspěch v oblasti psaní pro zábavný nebo hudební pořad                   | Nominován |
| 2006 | People's Choice Award                | Late Night with Conan O'Brien       | Oblíbený moderátor večerní talkshow                                                  | Nominován |
| 2006 | Cena Sdružení amerických scenáristů  | Late Night with Conan O'Brien       | Komediální nebo zábavný pořad                                                        | Vyhrál    |
| 2007 | Ceny Emmy                            | Late Night with Conan O'Brien       | Individuální úspěch v oblasti psaní pro zábavný nebo hudební pořad                   | Vyhrál    |
| 2007 | Cena Sdružení amerických scenáristů  | Late Night with Conan O'Brien       | Komediální nebo zábavný pořad                                                        | Nominován |
| 2008 | Ceny Emmy                            | Late Night with Conan O'Brien       | Individuální úspěch v oblasti psaní pro zábavný nebo hudební pořad                   | Nominován |
| 2009 | Ceny Emmy                            | Late Night with Conan O'Brien       | Individuální úspěch v oblasti psaní pro zábavný nebo hudební pořad                   | Nominován |
| 2009 | Cena Sdružení amerických scenáristů  | Late Night with Conan O'Brien       | Nejlepší zábavný, hudební nebo komediální pořad                                      | Nominován |
| 2010 | Ceny Emmy                            | The Tonight Show with Conan O'Brien | Nejlepší zábavný, hudební nebo komediální pořad                                      | Nominován |
| 2010 | Ceny Emmy                            | The Tonight Show with Conan O'Brien | Nejlepší scénář pro zábavný, hudební nebo komediální pořad                           | Nominován |
| 2010 | Cena Sdružení amerických scenáristů  | The Tonight Show with Conan O'Brien | Nejlepší zábavný, hudební nebo komediální pořad                                      | Nominován |
| 2011 | People's Choice Award                | Conan                               | Nejoblíbenější moderátor talk show                                                   | Vyhrál    |
| 2011 | Ceny Emmy                            | Conan                               | Nejlepší televizní pořad nebo komedie                                                | Nominován |
| 2011 | Ceny Emmy                            | Conan                               | Nejlepší scénář pro zábavný, hudební nebo komediální pořad                           | Nominován |
| 2011 | Ceny Emmy                            | Conan                               | Nejlepší světelný design/světelná režie pro zábavní, hudební nebo komediální pořad   | Nominován |
| 2011 | Ceny Emmy                            | American Express                    | Nejlepší reklama                                                                     | Nominován |
| 2012 | People's Choice Award                | Conan                               | Nejoblíbenější moderátor talk show                                                   | Nominován |
| 2012 | Cena Emmy                            | Conan                               | Vynikající tvůrčí úspěch v interaktivních médiích - v televizním seriálu nebo pořadu | Vyhrál    |
| 2012 | Cena Sdružení amerických scenáristůs | Conan                               | Nejlepší komediální nebo zábavný pořad                                               | Nominován |
| 2012 | Mediální cena GLAAD                  | Conan                               | Nejlepší epizoda talkshow                                                            | Nominován |
| 2012 | Critics' Choice Television Award     | Conan                               | Nejlepší talkshow                                                                    | Nominován |
| 2013 | People's Choice Awards               | Conan                               | Oblíbený moderátor Late Night Show                                                   | Nominován |
| 2013 | Cena Emmy                            | Conan                               | Výjimečný interaktivní program                                                       | Nominován |
| 2013 | Cena Sdružení amerických scenáristůs | Conan                               | Nejlepší komediální nebo zábavný pořad                                               | Nominován |
| 2013 | Critics' Choice Television Award     | Conan                               | Nejlepší talkshow                                                                    | Nominován |
| 2014 | People's Choice Awards               | Conan                               | Oblíbený moderátor Late Night Show                                                   | Nominován |
| 2014 | Cena Sdružení amerických scenáristůs | Conan                               | Nejlepší komediální nebo zábavný pořad                                               | Nominován |
| 2014 | American Comedy Award                | Conan                               | Nejlepší Late Night Show                                                             | Nominován |
| 2014 | Critics' Choice Television Award     | Conan                               | Nejlepší talkshow                                                                    | Nominován |
| 2015 | People's Choice Awards               | Conan                               | Nejlepší moderátor Late Night Talkshow                                               | Nominován |